# 동결분쟁
동결분쟁(凍結分爭, Frozen Conflict)은 국제관계학에서 능동적 무장 충돌(전쟁)은 종료되었거나 저강도 다툼이 지속되고 있을 때 강화 조약 등 교전세력들을 만족시켜 분쟁을 공식적으로 종료시킬 정치/사회적 수단이 부재한 상황을 가리키는 말이다. 

## 상세
따라서 동결분쟁은 국제법적으로 언제든지 전면전으로 재점화될 수 있으며, 해당 국가 또는 지역에 불안정한 상태를 조성한다. 가장 대표적인 사례는 6.25 전쟁이며, 남한과 북한 간 정전협정이 체결되었지만 궁극적으로 평화협정이 체결되지 못한 상태로 남아있어서 동결분쟁으로 인식된다. 또한 잘 알려진 동결분쟁의 사례는 바로 나고르노 카라바흐 분쟁이며, 1994년 휴전이후 평화협정이 체결되지 못한채 서로 충돌과 갈등을 수시로 주고받다가 나고르노 카라바흐의 영유권을 놓고 2020년 9월 27일 아르메니아와 아제르바이잔 간에 전면전이 재발하게 되었으며 이미 양측에서 수천명 이상의 사상자 및 엄청난 물적 피해가 발생했다고 한다. 꼭 국가간이 아니더라도 특정 개인 또는 단체(집단) 사이에서도 사용할 수 있는 표현이다.

## 동결분쟁 목록
| 분쟁명                | 분쟁명                | 분쟁 기간        | 분쟁 기간        | 분쟁 기간        | 분쟁 기간                    | 교전 단체                        | 교전 단체                                       | 결과 및 비고 |
| 분쟁명                | 분쟁명                | 개시             | 정전             | 고강도 분쟁 일수 | 현재까지 지속 중인 분쟁 기간 | 교전 단체                        | 교전 단체                                       | 결과 및 비고 |
| --------------------- | --------------------- | ---------------- | ---------------- | ---------------- | ---------------------------- | -------------------------------- | ----------------------------------------------- | --- |
| 제2차 국공 내전       | 제2차 국공 내전       | 1946년 3월 31일  | 1950년 5월 1일   | 1492             | 79년 3주 5일간               | 중화민국 미국                    | 중화인민공화국 동튀르키스탄 제2공화국 소련      | 양안 관계. 중화민국이 전쟁에 패배했으나 타이완과 인근 섬들을 근거지로 사실상 독립국으로 존재하고 있으며 중국 대륙에 대한 영유권을 주장하고 있다. 이와 마찬가지로 중화인민공화국은 타이완과 인근 섬들에 대한 영유권을 주장하고 있다. |
| 카슈미르 분쟁         | 인-파                 | 1947년 10월 22일 | 1949년 1월 1일   | 1128             | 77년 6개월 4일간             | 인도 자치령                      | 파키스탄 자치령                                 | 확실한 결착을 내지 못한 채 옛 잠무 카슈미르 번왕국의 43%는 인도가, 37%는 파키스탄이, 20%는 중국이 영유하고 있다. |
| 카슈미르 분쟁         | 인-파                 | 1965년 8월       | 1965년 9월 23일  | 54               | 77년 6개월 4일간             | 인도                             | 파키스탄                                        | 확실한 결착을 내지 못한 채 옛 잠무 카슈미르 번왕국의 43%는 인도가, 37%는 파키스탄이, 20%는 중국이 영유하고 있다. |
| 카슈미르 분쟁         | 카르길 전쟁           | 1999년 5월       | 1999년 7월       | 2개월            | 77년 6개월 4일간             | 인도                             | 파키스탄                                        | 확실한 결착을 내지 못한 채 옛 잠무 카슈미르 번왕국의 43%는 인도가, 37%는 파키스탄이, 20%는 중국이 영유하고 있다. |
| 카슈미르 분쟁         | 인-중                 | 1962년 10월 20일 | 1962년 11월 21일 | 32               | 62년 6개월 6일간             | 인도                             | 중화인민공화국                                  | 확실한 결착을 내지 못한 채 옛 잠무 카슈미르 번왕국의 43%는 인도가, 37%는 파키스탄이, 20%는 중국이 영유하고 있다. |
| 중동 전쟁             | 제1차                 | 1948년 5월 15일  | 1949년 3월 10일  | 299              | 76년 11개월 1주 4일간        | 이스라엘 미국 프랑스 영국        | 아랍 연맹                                       | 이스라엘의 독립. |
| 중동 전쟁             | 제2차                 | 1956년 10월 29일 | 1956년 11월 7일  | 9                | 76년 11개월 1주 4일간        | 이스라엘 미국 프랑스 영국        | 이집트                                          | |
| 중동 전쟁             | 제3차                 | 1967년 6월 5일   | 1967년 6월 10일  | 5                | 76년 11개월 1주 4일간        | 이스라엘 미국 프랑스 영국        | 이집트, 시리아 등                               | |
| 중동 전쟁             | 제4차                 | 1973년 10월 6일  | 1973년 10월 25일 | 19               | 76년 11개월 1주 4일간        | 이스라엘 미국 프랑스 영국        | 이집트, 시리아                                  | |
| 한국 전쟁             | 한국 전쟁             | 1950년 6월 25일  | 1953년 7월 27일  | 1128             | 74년 10개월 1일간            | 대한민국 미국 국제 연합          | 조선민주주의인민공화국 중화인민공화국 소련      | 한국의 분단. |
| 서사하라 분쟁         | 서사하라 분쟁         | 1970년           | 1991년           | 21년             | 55년 4개월 3주 5일간         | 스페인 모로코 모리타니 프랑스    | 폴리사리오 전선 알제리                          | 모로코와 폴리사리오 전선이 서사하라를 양분해 각자 통치하고 있음. |
| 키프로스 분쟁         | 터키의 키프로스 침공  | 1974년 7월 20일  | 1974년 8월 18일  | 409              | 50년 8개월 1주 1일간         | 튀르키예 튀르크 저항기구         | 키프로스 그리스                                 | 터키가 승리하고 사실상 독립국인 북키프로스가 세워졌으나 국제 사회의 승인을 받지 못함 |
| 나고르노카라바흐 전쟁 | 나고르노카라바흐 전쟁 | 1988년 2월 20일  | 1994년 5월 16일  | 2277             | 37년 2개월 6일간             | 나고르노카라바흐 아르메니아 SSR  | 아제르바이잔 SSR 소련                           | 사실상의 독립국가인 아르차흐 공화국이 세워졌으나 국제 사회의 승인을 받지 못함 |
| 트란스니스트리아 전쟁 | 트란스니스트리아 전쟁 | 1990년 3월 2일   | 1992년 7월 21일  | 872              | 35년 1개월 3주 3일간         | 트란스니스트리아 러시아          | 몰도바 루마니아                                 | 트란스니스트리아가 승리해 사실상 독립했지만 국제 사회의 승인을 받지 못함 |
| 제1차 남오세티야 전쟁 | 제1차 남오세티야 전쟁 | 1991년 1월 5일   | 1992년 6월 24일  | 536              | 34년 3개월 3주간             | 그루지야 국민수비대              | 남오세티야 공화국 수비대 북오세티야 의용병      | 사실상의 독립국가인 남오세티야 공화국이 세워졌으나 국제 사회의 승인을 받지 못함 |
| 압하지야 독립전쟁     | 압하지야 독립전쟁     | 1992년 8월 14일  | 1993년 9월 27일  | 409              | 32년 8개월 1주 5일간         | 압하지야 러시아                  | 조지아 우크라이나 국민회의 -우크라이나인 자위대 | 사실상의 독립국가인 압하지야 공화국이 세워졌으나 국제 사회의 승인을 받지 못함 |
| 제2차 남오세티야 전쟁 | 제2차 남오세티야 전쟁 | 1991년 1월 5일   | 1992년 6월 24일  | 536              | 34년 3개월 3주간             | 러시아 압하지야 남오세티야       | 조지아                                          | 남오세티야 공화국의 사실상 독립국 지위 강고화. 조지아의 독립국가연합 탈퇴. |
| 코소보 전쟁           | 코소보 전쟁           | 1998년 3월 5일   | 1999년 6월 11일  | 463              | 27년 1개월 3주간             | 코소보 해방군 NATO 알바니아      | 유고슬라비아 연방 공화국                        | 코소보가 독립국가로 승인받고 세르비아로부터 독립했다. 승인해준 나라가 다수기는 하지만 보편적 승인에는 이르지 못하고 있으며, 세르비아는 여전히 코소보를 자국 영토로 생각하고 있다.                                                   |
| 크림 위기             | 크림 위기             | 2014년 2월 23일  | 2014년 3월 19일  | 24               | 11년 2개월 3일간             | 러시아 크림 자치 공화국 도네츠크 | 우크라이나                                      | 크림의 독립(크림 공화국) 및 그 직후 러시아 연방 가입. 크림이 반영구적인 러시아의 영토가 되었지만 서방권은 이를 인정하지 않고 있다.                                                                                                  |

## 같이 보기
- 내전